# Theodor Krauß
Theodor Krauß (* 3. November 1864 in Beraun, Mittelböhmen; † 1. Oktober 1924) war ein deutscher Homöopath und Alternativmediziner.

## Leben
Ab 1881 beschäftigte sich Krauß mit der Elektrohomöopathie von Cesare Mattei. 1909 erhielt Krauß den Titel „Professor h.c. für den Lehrstuhl der okkulten und hermetischen Medizin“ an der „École supérieure libre“.
Zusammen mit dem Apotheker Johannes Sonntag entwickelte er ab 1917 die sogenannte JSO-Komplex-Heilweise nach Krauß, bzw. JSO-Spagirik, eine Abwandlung der Spagyrik und Elektrohomöopathie. Zur besseren Unterscheidung wird hierbei Spagirik mit einem „i“ geschrieben. Die JSO-Komplex-Heilweise umfasst 55 Arzneimittel pflanzlicher Herkunft in der Darreichungsform Globuli und fünf Fluide und Salben. Die Zubereitungen werden mit Hilfe einer Gärung hergestellt. Das Verfahren ist im Homöopathischen Arzneibuch (HAB) in den Vorschriften 27 bis 30 beschrieben.
Zitat von Theodor Krauß: „Komplexes möge durch Komplexes geheilt werden“.